# 광장 (소설)
《광장》은 작가 최인훈의 대표 소설 중 하나로 1960년 10월 15일에 발행된 《새벽》 11월호(7권 11호)에 연재되었다. "구정권하에서라면 이런 소재가 아무리 구미에 당기더라도 감히 다루지 못했을 것"이라는 작자의 말처럼 터부시되었던 남·북한의 대립을 정면으로 파헤친 관념적 경향이 짙은 작품이다. 이후 여러 차례 작가에 의해 수정되었다. 비교적 남북의 이념을 중립적으로 판단한 작품으로 평가받는다.

## 줄거리
명준의 이야기는 배를 타고 가면서 시작한다. 명준은 선장에게서 애인에 관한 질문을 듣게 된다.
주인공 이명준은 아버지의 친한 친구의 집인 서울에 살고있는 하루하루 책과 함께 지내고 있던 철학도였다. 그 아버지의 친구는 명준이 대학생활을 하는데 부족함이 없이 살도록 많은 지원을 해준다. 
어느 날 아버지가 일급 빨갱이라는 이유로 경찰서에서 고문을 받고, 수동적인 애인 윤애와의 사귐에서 공허함을 겪는다. 명준은 남한에는 자신만의 공간인 밀실만이 존재하고 광장은 존재하지 않은 현실에 월북을 결심한다
하지만 북한엔 그가 찾던 뜨거움, 진정한 광장은 없었다. 북한은 다른 사회주의 국가들과 다르게 혁명을 직접 보지 못하여 무기력하였다. 또한 신문사에서 일하게 된 명준은 북한은 그저 위에서의 명령을 따르기만을  바란다는 것을 깨닫는다. 오직 퇴색한 구호와 기계주의적 관료제도만 있을 뿐이었던 것이다. 
명준은 자신의 이런 이상과의 부조화를 사랑을 통하여 해결하고자 하였다.  명준은 자기가 기댈 마지막 지점으로 발레리나인 은혜를 사랑하여 깊은 관계를 나눈다. 하지만 은혜는 떠나지 말라는 명준의 부탁에도 불구하고 모스크바로 떠나버린다. 
명준은 6.25전쟁에서 남에서 자신과 사상적으로 대적했던 포로를 잡게된다. 포로는 남에서 자신을 돌봐주었던 사람의 아들이자 가장 친한 친구였던 태식이였다. 이후 태식과 윤애가 사귀는 사실을 알게된다. 명준은 아버지 친구 아들을 자신이 남에서 받은 고문과 같이 그를 고문하고 윤애를 강제로 추행하려 하였으나, 그 둘을 풀어준다.
명준은 낙동강 전선에서 간호병으로 온 은혜와 재회한다. 그러나 아이를 배고있던 은혜가 유엔군의 폭격을 맞아 죽게된다. 전쟁포로가 된 그가 남한도 북한도 아닌 중립국을 택한 것은 그가 원하던 광장을 찾지 못하였기 때문이었다. 중립국으로 가는 배 위에서 그는 두 마리 갈매기에서 은혜와 그녀가 품은 채 죽은 그의 딸을 보았다. 푸르고 넓은 바다에서 그가 원하던 광장의 모습을 발견하였고 바다로 몸을 던진다.

## 이데올로기의 대립
명준은 남과 북의 차이를 광장과 밀실에 빗대어서 표현한다. 남은 자신의 공간인 밀실만 있고 광장은 공허하였다. 외제의 물건을 쓰고 외국의 것을 따라하는 자가 다른이들의 불행에 아무렇지도 않은 현실에 반감을 갖는다.
북에서는 자신의 공간인 밀실이 전혀 보장되지 않았다.  아래에서부터의 혁명을  북한 인민들은 실제로 겪지 못 하여 주체성이 부족하였다. 그들은 위에서 내린 명령만을 대뇌는 꼭두각시에 불가하였다. 게으를 수 있는 자유까지도 박탈당하였다.
자신의 이상과 너무나도 다른 현실에, 명준은 전쟁포로가 되어 자신의 행로를 정할때 중립국만을 고집하게 된다.

## 작품에서 사랑
명준은 사랑을 통하여 이상과의 괴리를 치유받고자 하였다. 심리적으로 불안정할때 은혜는 괴로운 현실을 버티게 해주었다. 
은혜가 북한의 지도자가 된다면 무엇을 하겠냐는 질문에 사랑이 없는 사회는 만들지 않겠다는 등 사랑을 중시하는 모습을 보여준다. 명준이 중립국을 향하는 배에서 갈매기는 사랑했던 은혜와 그 뱃속의 아이를 떠올리게 하며, 이를 쏴 죽이려던 명준은 이후 자살한다.

## 같이 보기
- 광장 (1985년 드라마)